# Historia de Mónaco

## Los orígenes

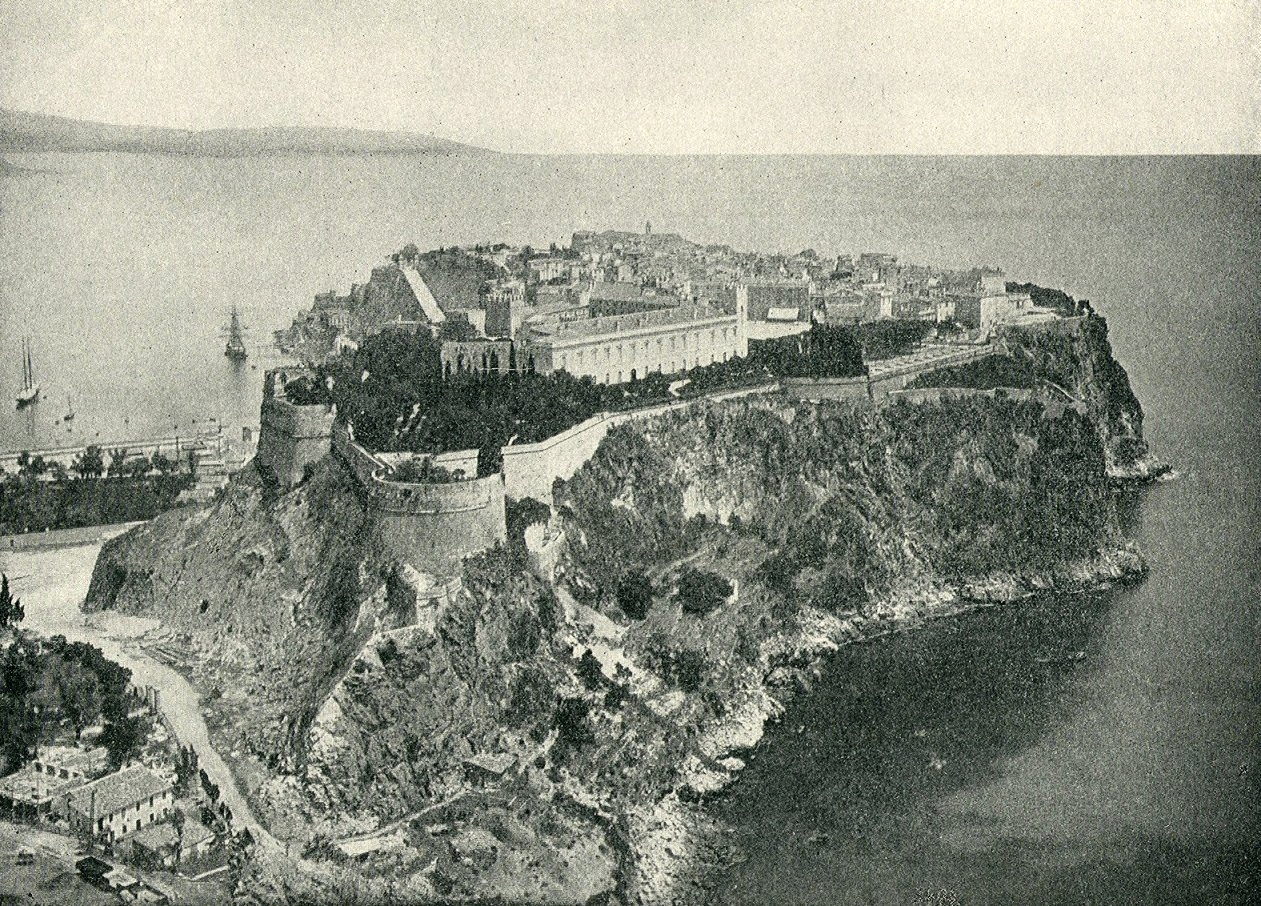
La Roca en 1890.

Dominada por diversos pueblos de la Antigüedad, fue colonia de los fenicios, del cual poseía el templo del dios Melkart. Luego, los griegos la dominaron con el nombre de Monoikos, que significa 'el de una sola vivienda', adjetivación que se daba a Heracles, asimilado por los helenos a Melkart. Los romanos la denominaron Portus Herculis Monæci. En el siglo i, Mónaco fue completamente cristianizado y luego pasó a diversos pueblos bárbaros, como francos y lombardos. Pasó luego al Sacro Imperio Romano Germánico y, finalmente, a la República de Génova hasta 1297, año desde el que la familia Grimaldi gobierna el país hasta la actualidad, legitimándolo en 1419.

## De la Baja Edad Media al sigloxix
Hasta su independencia, fue codiciada como base naval por los franceses. En el último decenio del siglo xv, la nueva monarquía hispánica liderada por los Reyes Católicos consiguió finalmente anexionarse Granada en 1492, y decidió centrarse activamente en Italia. En este mismo momento, Francia aspiraba a anexionarse nuevos territorios hacia el este, y colisionó con los intereses españoles. Así, entendemos la primera parte del siglo xvi por esta rivalidad hispano-francesa que involucró de forma directa al señorío de Mónaco.
En 1506, una revuelta popular en Génova contra los franceses provoca uno de los hechos más trágicos de la historia de Mónaco. El nuevo gobierno genovés, que quiere recuperar el peñón, comienza un asedio el 7 de diciembre. El nuevo señor de Mónaco, Luciano Grimaldi (1481-1523), emprende la defensa de la Roca con unos 600 hombres, 22 cañones y 318 piezas de artillería, que conseguirán repeler a 12 000 genoveses, merced de las buenas defensas de la ciudadela y la ayuda de Francia, que estaba también en guerra con Génova. La victoria monegasca y francesa el 19 de marzo de 1507 permite la recuperación inmediata de los señoríos de Menton y Roquebrune, que pertenecían a Mónaco, respectivamente, desde 1346 y 1355.

Luciano Grimaldi. Colección del Palacio principesco de Mónaco.

 Tras la conquista de Génova por parte de Luis xii de Francia, Luciano rechaza continuar siendo vasallo de Francia y es encarcelado en Milán. Mediante la intercesión del papa Julio ii, Luciano finalmente es liberado en 1508. En 1523, Luciano fue, sin embargo, asesinado, y sus asesinos quedaron impunes a pesar de las instrucciones de Francisco i, rey de Francia. Aprovechando la situación, los primos genoveses de Agustín Grimaldi (sucesor de Luciano y obispo de Grasse) le instaron a unirse al emperador Carlos i de España, que ya se había afirmado como soberano europeo y que pareció ser el más apto para garantizar la protección del señorío de Mónaco.
Se celebraron diversos tratados de protección y autonomía con España (en 1512), Francia (1409, 1641 y 1861) y el reino italiano de Cerdeña (Congreso de Viena de 1815). Ocupada por los españoles en 1605, obtuvo los señoríos de Roccabruna (Roquebrune) y Mentone/Mentón (los cuales perdería con la Revolución de 1848). 
En 1605, el príncipe de Valdetaro firmó un acuerdo con el conde de Fuentes —gobernador de Milán— que agravó las condiciones del protectorado español. Desde ahora, para evitar los problemas de pago a la guarnición que guarda la fortaleza, Mónaco queda bajo la jurisdicción militar del ducado de Milán, con un destacamento regular español de unos 100 a 200 hombres. En cambio, hay que resaltar que este acuerdo se hizo a espaldas de las instrucciones que se habían dado desde Madrid. La administración española nunca vio con buenos ojos el establecimiento de un regimiento que no podría controlar directamente.
En 1612, el señor de Mónaco toma el título de príncipe soberano con tratamiento de alteza serenísima (S. A. S.), a la manera de los príncipes del Sacro Imperio Romano Germánico. En 1619, este nuevo título se incorpora a todos los documentos oficiales junto con la cifra dinástica, y desaparece el nombre patronímico. Este singular hecho se puede entender como una intención de refuerzo del poder, contextualizado en un ambiente de creciente absolutismo en toda Europa. Además, se hace notable el aumento del poder principesco, en detrimento de las instituciones intermediarias que existían entre el príncipe y los súbditos. Este era el caso durante el siglo xvi de la asamblea de jefes de familia —también llamada parlamento o universidad—, órgano independiente de la autoridad del señor que desempeñaba importantes competencias de la vida urbana, como el dictamen de los reglamentos de la policía.

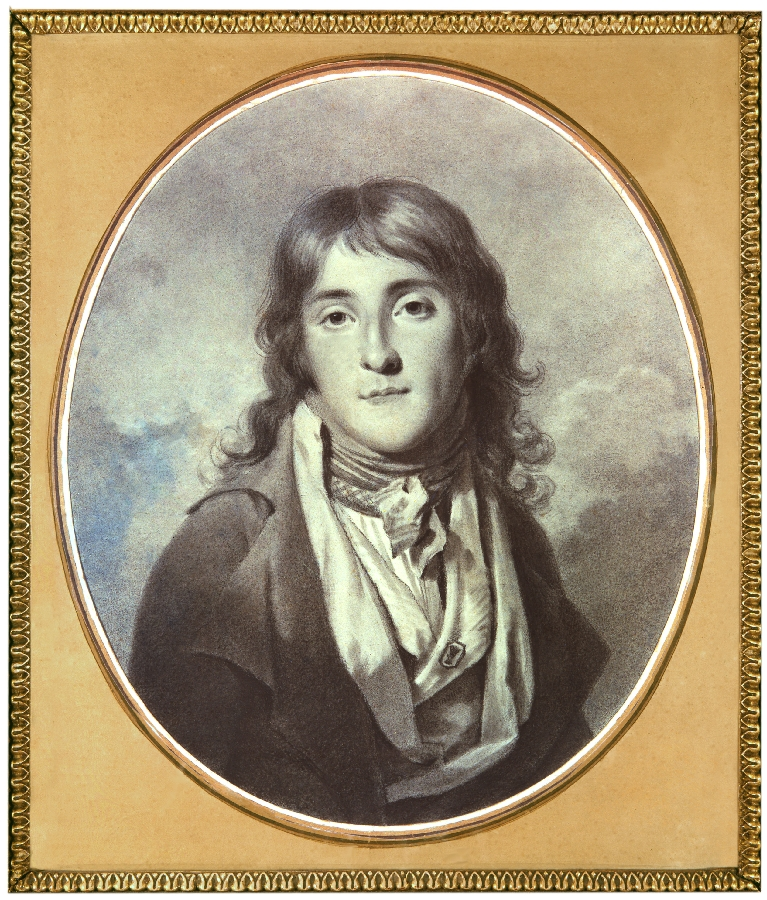
Honorato iv de Mónaco.

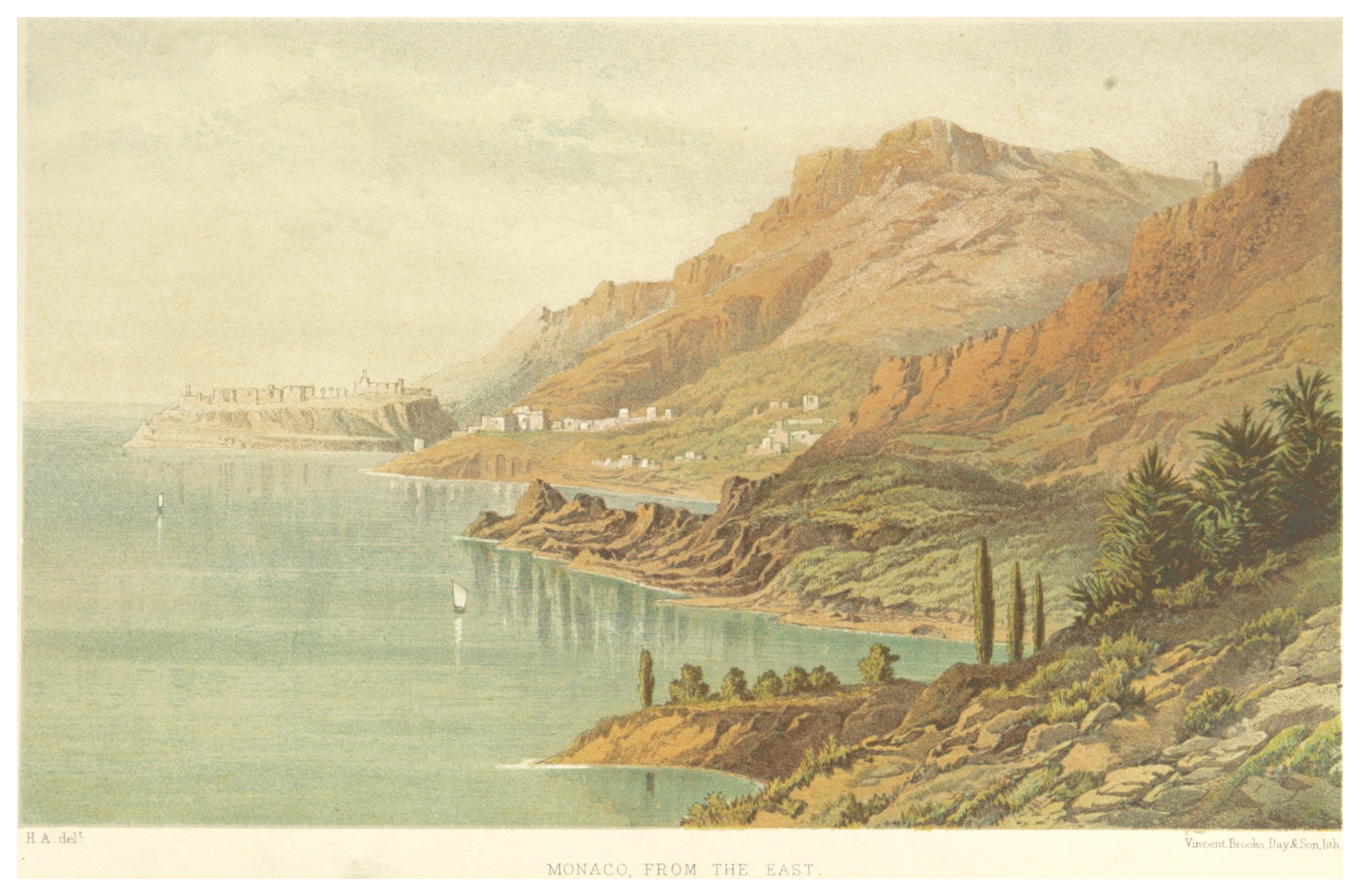
La Roca de Mónaco en 1870.

Durante la Revolución francesa el país fue ocupado en 1793, situación que perduraría hasta 1815. El Tratado de París de 1814 restaurará finalmente a la dinastía de Grimaldi en la persona del príncipe Honorato iv de Mónaco (1758-1819), que sucederá a su padre, Honorato iii de Mónaco, gracias en parte a las conversaciones mantenidas entre su hermano José y el ministro Talleyrand. Este tratado dejó a Mónaco bajo la tutela del rey Víctor Manuel i de Cerdeña, y fue ratificado por segunda vez en 1815 tras el breve regreso de Napoleón. En 1865, se firmó un convenio con Francia en las cuestiones de aduanas y aboliciones de impuestos directos. Con el príncipe Alberto i de Mónaco se procedió a abolir el absolutismo en 1869.

## El sigloxxy la actualidad
Durante ese siglo, Mónaco sufrió serias vicisitudes que amenazaron su independencia nacional. Se reformó en dos oportunidades la constitución de 1911 (en 1917 y en 1930). Luis ii de Mónaco tuvo que reconocer a su hija, Carlota, para asegurar la continuidad dinástica del futuro rey Raniero iii de Mónaco, que ascendió al trono en 1949 y diez años después, este tuvo que suspender la constitución tras varios desacuerdos con el Consejo Nacional.
En 1962, se promulgó la nueva constitución, asegurándose así de respetar los derechos fundamentales de los monegascos. Al año siguiente, se firmó un tratado con Francia del cual se arreglaron diferendos económicos y se crearon nuevos acuerdos de vecindad y moneda, que se renovaron en 2002 con la puesta en circulación del euro en Mónaco, si bien este estado no es miembro de la Unión Europea (ue).
En los años sesenta, junto con el acuerdo con Francia, se adoptaron medidas que dieron al país su actual carácter. En 1964 se iniciaron las obras que permitieron aumentar un 20 % la superficie, ganándola al mar. Se renunció expresamente al turismo de masas, de modo que se redujo el número de camas de hotel y se apostó por atraer a personalidades de gran nivel adquisitivo, como turistas y para residir. Así mismo, se configuró como un gran centro financiero.
En 1982, muere de un trágico accidente la esposa de Raniero iii, la princesa Grace, lo cual conmovió a todos los círculos del principado y de la jet set mundial y del cual realizó aportes valiosos al desarrollo cultural del país. El 6 de abril de 2005 falleció el príncipe Raniero iii y le sucedió su hijo y heredero, Alberto ii de Mónaco.

## Lecturas
Fouilleron, Thomas (2010). Histoire de Monaco. Principado de Mónaco: Direction de l'Éducation nationale, de la Jeunesse et des Sports. OCLC 1018385450.